# Lili Ivanova
Lilyana Ivanova Petrova (în bulgară Лиляна Иванова Петрова, n. la 24 aprilie 1939 în Kubrat), cunoscută profesional ca Lili Ivanova (bulgară Лили Иванова) este o cântăreață bulgară. În semn de omagiu pentru contribuția sa la cultura țării, ea este adesea menționată ca „Prima donna muzicii pop bulgărești”.

## Legături externe
- Site oficial Arhivat în 1 noiembrie 2016, la Wayback Machine.